# Diecezja miśnieńska

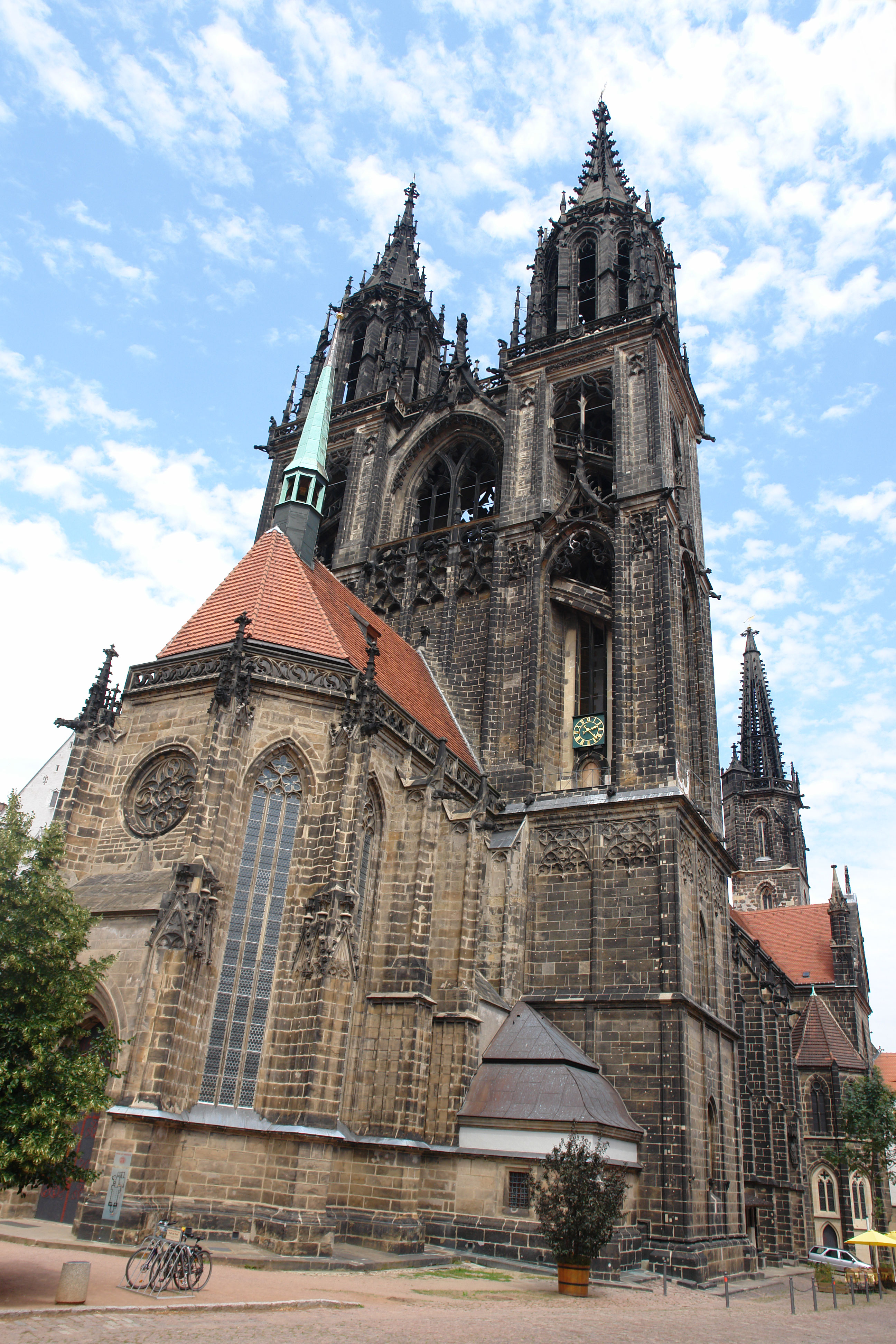
Katedra św. Jana i św. Donata w Miśni

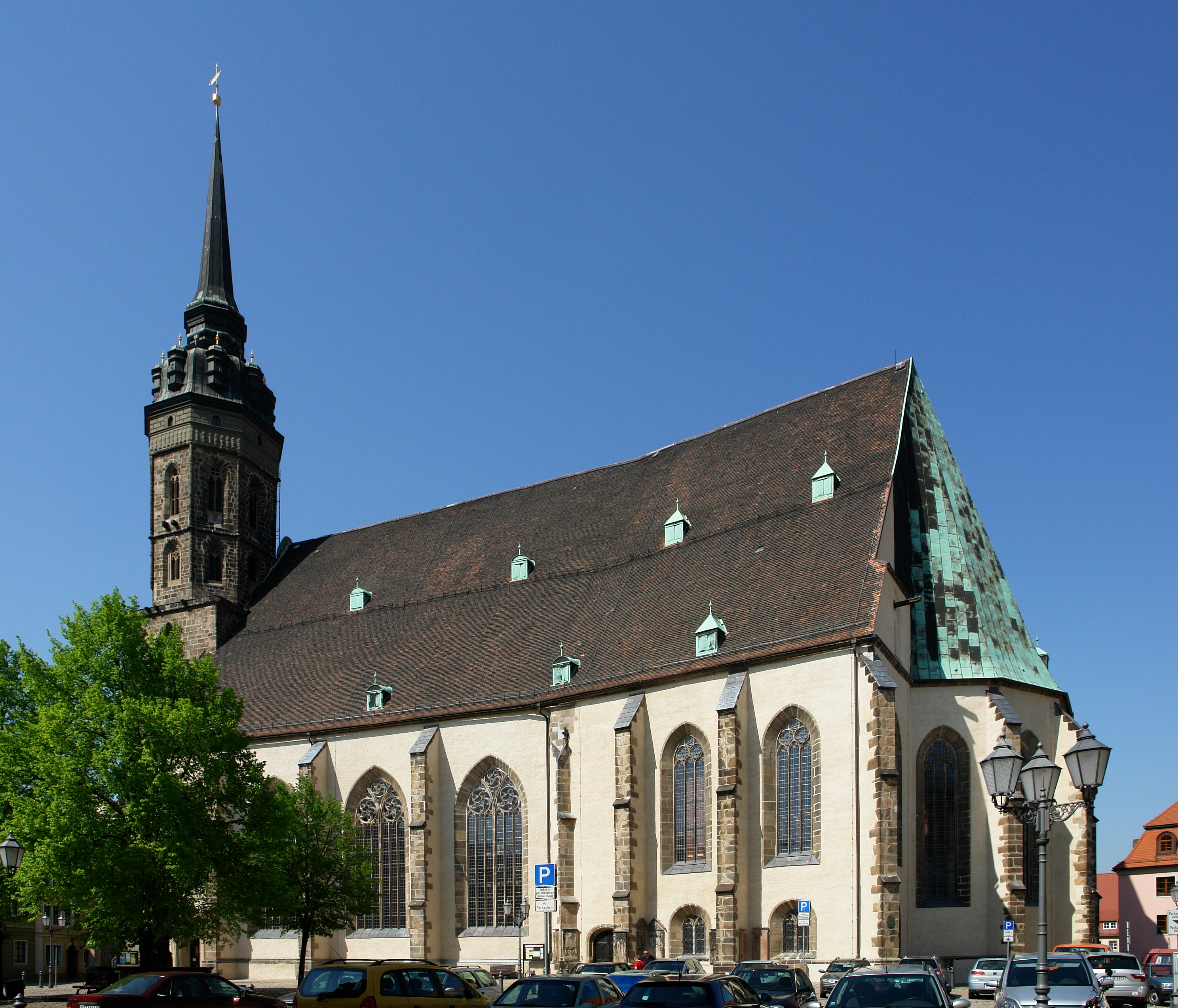
Katedra św. Piotra w Budziszynie

Diecezja miśnieńska (niem. Bistum Meißen) – historyczna diecezja Kościoła rzymskokatolickiego założona w 968 roku na terenie Marchii Miśnieńskiej w celu chrystianizacji Serbów Łużyckich. W okresie średniowiecza stolicą diecezji była Miśnia, w czasach nowożytnych i najnowszych Budziszyn.

## Historia
Diecezja miśnieńska (oprócz diecezji żytyckiej i merseburskiej) była jednym z trzech biskupstw niemieckich erygowanych przez papieża Jana XIII na synodzie w Rawennie w 967 roku, które zostały podporządkowane metropolii w Magdeburgu. W 1399 roku papież Bonifacy IX podporządkował diecezję miśnieńską bezpośrednio Stolicy Apostolskiej. 
Pod wpływem rozwijającej się w Saksonii reformacji w 1539 roku biskupstwo zerwało łączność z Rzymem i przyjęło luteranizm. W 1559 roku zostało sekularyzowane przez księcia-elektora Augusta Wettyna. W 1581 roku ostatni biskup miśnieński złożył swój urząd.
Po likwidacji biskupstwa miśnieńskiego, w miejsce rzymskokatolickiej diecezji, została powołana przez papieża miśnieńska administratura apostolska z siedzibą w Budziszynie (1567-1921) oraz saksoński wikariat apostolski z siedzibą w Dreźnie (1743-1921).
W 1921 roku decyzją papieża Benedykta XV w miejsce administratury apostolskiej i wikariatu apostolskiego została reaktywowana diecezja miśnieńska z siedzibą w Budziszynie. Aktualnie do tradycji biskupstwa miśnieńskiego nawiązuje erygowana w 1979 roku diecezja drezdeńsko-miśnieńska z siedzibą biskupów w Dreźnie.